# Арсеніо Іглесіас
Арсеніо Іглесіас (ісп. Arsenio Iglesias, 24 грудня 1930, Артейшо — 5 травня 2023, Ла-Корунья, Галісія) — іспанський футболіст, що грав на позиції нападника. По завершенні ігрової кар'єри — футбольний тренер.

## Ігрова кар'єра
У дорослому футболі дебютував 1951 року виступами за команду клубу «Депортіво», в якій провів шість сезонів, взявши участь у 135 матчах чемпіонату. Більшість часу, проведеного у складі «Депортіво», був основним гравцем атакувальної ланки команди.
Згодом з 1957 по 1965 рік грав у складі команд клубів «Севілья», «Гранада» та «Реал Ов'єдо».
Завершив професійну ігрову кар'єру у клубі «Альбасете», за команду якого виступав протягом 1965—1966 років.

## Кар'єра тренера
Розпочав тренерську кар'єру невдовзі по завершенні кар'єри гравця, 1967 року, очоливши тренерський штаб команди дублерів клубу «Депортіво» (Ла-Корунья). Протягом 1971–1973 років працював з головною командою цього клубу.
Надалі очолював команди клубів «Еркулес», «Сарагоса», «Бургос», «Альмерія» та «Ельче». З 1982 по 1985 рік з перервами знову працював з «Депортіво». Після завершення сезону 1994/95 вирішив завершити тренерську роботу.
Втім на початку 1996 року відгукнувся на запрошення керівництва клубу «Реал Мадрид» і до кінця сезону 1995/96 працював з «королівським клубом», який під керівництвом Іглесіаса фінішував вкрай невисокому для себе шостому місці в іспанській першості.

## Титули і досягнення
- Володар кубка Іспанії:

«Депортіво» : 1994—95